# أحادية (وجودية)
يشير مصطلح الأحادية في الفلسفة إلى الحرية اللانهائية للإنسانية دون وجود قوة عليا مُدينة أو كلية القدرة. تستكشف الوجودية الأصلية التجارب الحدية للقلق والموت و"العدم" والعدمية؛ رفض العلم (وقبل كل شيء، التفسير السببي) كإطار مناسب لفهم الإنسان؛ وإدخال "الأصالة" كمعيار للهوية الذاتية، المرتبطة بمشروع تعريف الذات من خلال الحرية والاختيار والالتزام. يرتكز الفكر الوجودي بشكل أساسي على فكرة أن هوية الفرد لا تتشكل لا بالطبيعة ولا بالثقافة، لأن "الوجود" يعني على وجه التحديد تشكيل مثل هذه الهوية. ومن هذا الأساس يمكن للمرء أن يبدأ في فهم الأحادية والوحدة.